# Mișcarea obiectivistă
Mișcarea obiectivistă este o mișcare socială⁠(d) care caută să studieze și să promoveze obiectivismul, filosofia expusă de scriitoarea–filozof ruso-americană Ayn Rand.
Mișcarea a început neoficial în 1950 constând pe atunci din studenți care aveau în comun interesul comun față de romanul lui Rand Izvorul (în original, en  en:The Fountainhead. Grupul, ironic numit „Colectivul” din cauza promovării de către ei a individualismului, era format în parte din Leonard Peikoff⁠(d), Nathaniel Branden⁠(d), Barbara Branden⁠(d), Alan Greenspan și Murray Rothbard. Nathaniel Branden, un tânăr student canadian care fusese foarte inspirat de operele lui Rand, a devenit un confident apropiat al autoarei și a încurajat-o pe Rand să-și extindă filozofia într-o mișcare oficială. De la aceste începuturi informale din sufrageria lui Rand, mișcarea s-a extins într-o colecție de grupuri de reflecție, instituții academice și publicații periodice⁠(d).